# Rang Rasiya
Pour plus de détails, voir Fiche technique et Distribution.
Rang Rasiya (titre anglais : Colours of Passions) est un film indien de Ketan Mehta qui, montré pour la première fois en 2008 au festival du film de Londres, ne fut diffusé en Inde qu'en 2014 à cause du Central Board of Film Certification, chargé de la censure indienne et rétif à ses scènes de nudité et de baisers intenses. Ce film est l'adaptation de la biographie romancée de l'écrivain d'expression marathie Ranjit Desai (en) Raja Ravi Varna sur la vie du peintre Ravi Varmâ qui, à la fin du XIXe siècle, bouleversa les représentations des divinités et personnages de la mythologie hindoue, jusque là apanage des hautes castes, « en tentant une synthèse de l’art officiel européen et de l’art traditionnel indien, et en vulgarisant ses productions, diffusées par la chromolithographie à travers tout le sous-continent, il faisait aussi une œuvre militante au service d’un nationalisme hindou émergeant », à une époque où certains intouchables n'avaient pas même le droit d'entrer dans des temples  et  influença l'iconographie de Bollywood. C'est un film qui fut censuré sur un peintre qui fut accusé de blasphème.

## Synopsis

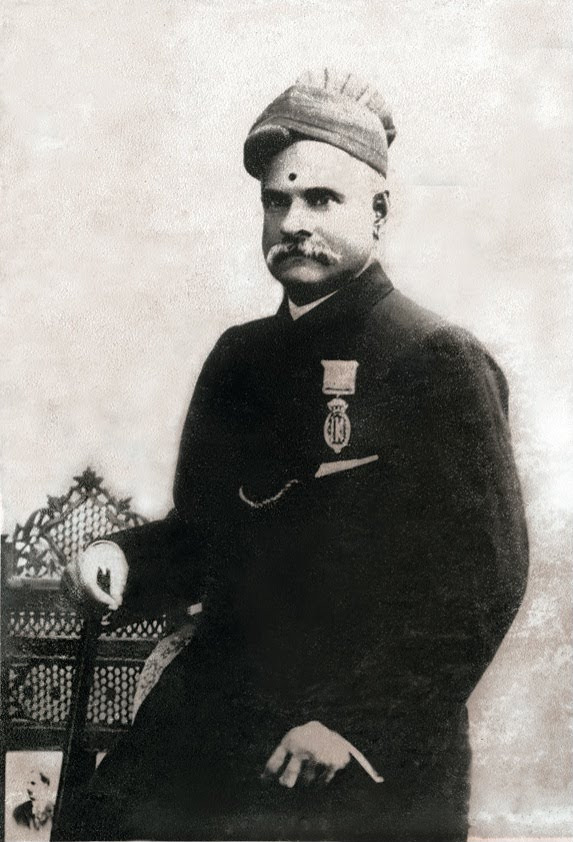
Ravi Varmâ

Né dans une famille brahmane érudite du Kerala, Ravi Varmâ fut remarqué et marié à une princesse. Il continua à peindre, même si cela suscitait la réprobation du milieu aristocratique dans lequel il évolua, puis il suscita le scandale en prenant une intouchable pour modèle puis pour amante. Le prince du Travancore le soutint néanmoins, et lui permit de faire un voyage de formation artistique qui passa, entre autres, par Khajurâho, où Ravi Varmâ fut ébloui par les œuvres érotiques. Il s'installe ensuite à Bombay où il rencontre des Européens qui lui permettent d'acquérir une presse lithographique, puis de diffuser ses créations dans toute la région. Entre-temps, il a rencontré une femme qui le fascine et qu'il veut comme modèle pour ses déesses, de même que des Hindous le poursuivent et l'accusent de blasphème.

## Fiche technique
Sauf indication contraire, les informations mentionnées dans cette section peuvent être confirmées par la base de données cinématographiques IMDb,  présente dans la section « Liens externes ».
- Titre original : Rang Rasiya
- Titre anglais : Colours of Passion
- Réalisateur : Ketan Mehta
- Scénaristes : Ketan Mehta, Sanjeev Dutta*
- Directeurs de la photographies : Christo Bakalov, Рали Ралчев (bg), Santosh Sivan
- Monteurs : Yves Beloniak, Pratik Chitalia
- Directeur artistique : Nitin Chandrakant Desai (en)
- Costumières : Niharika Khan (en), Wafisha Rahman, Bhavna Singh, Poornamrita Singh
- Consultant historique : Jyotindra Jain (en)
- Durée : 132 minutes
- Langues : Hindi, anglais
- Son : Dolby Digital
- Image : Couleur
- Format : 35 mm
- DateS de sortie
  -  Royaume-Uni : novembre 2008 au festival du film de Londres, puis 1er juillet 2011 au London Indian Film Festival (en) ; sortie en salles : 7 novembre 2014.
  -  États-Unis : 6 novembre 2008 au MIAAC, festival de cinéma de l'Indo-American Arts Council (en)
  -  Inde : 7 novembre 2014

## Bande originale
| 1.    | Rang Rasiya (title)   | Sunidhi Chauhan, Keerthi Sagathia       | 4:01 |
| 2.    | Kahe Sataye           | Roop Kumar Rathod (en), Sunidhi Chauhan | 3:57 |
| 3.    | O Kamini              | Sonu Nigam,                             | 3:39 |
| 4.    | Anhad Naad            | Kailash Kher, Anwar Khan Manganiyar     | 4:38 |
| 5.    | Sun Balam             | Rajashwari Pathak                       | 3:56 |
| 6.    | Rang Rasiya (Re-mix ) |                                         | 5:15 |
| 24:06 |                       |                                         |      |

- Compositeur : Sandesh Shandilya (en)
- Parolier : Manoj Muntashir (en)
- Arrangeur : Sanchit Balhara (en)

## Distribution
- Randeep Hooda
- Nandana Sen
- Paresh Rawal
- Ashish Vidyarthi (en)
- Sachin Khedekar (en)
- Darshan Jariwala (en)
- Vikram Gokhale (en)
- Jim Boeven (en)
- Suhasini Mulay (en)
- Prashant Narayanan (en)
- Vipin Sharma (en)
- Feryna Wazheir (en)
- Rajat Kapoor (en)
- Richa Soni (en)
- Anupam Shyam (en)

## Galerie

Œuvres de Ravi Barmâ
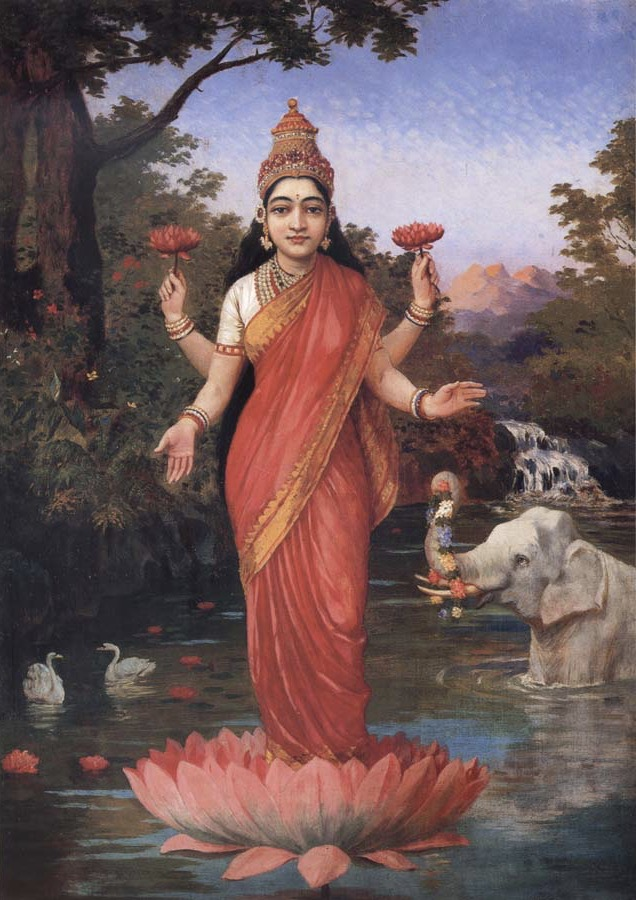
La déesse Lakshmî
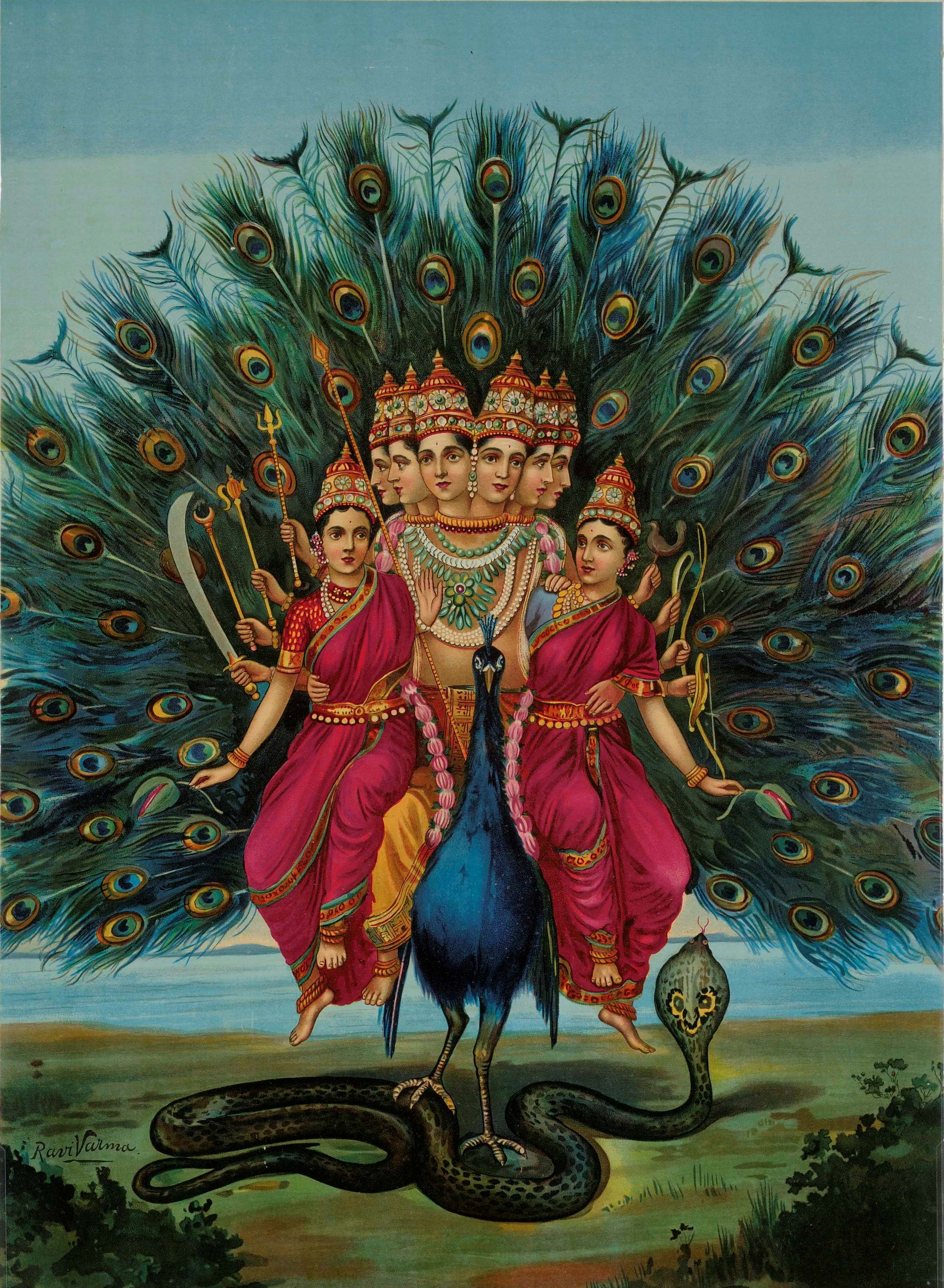
Shri Shanmukha Subramania Swami, représentation du dieu Kârttikeya à six têtes sur son vâhana, le paon tueur de serpents Paravāni.
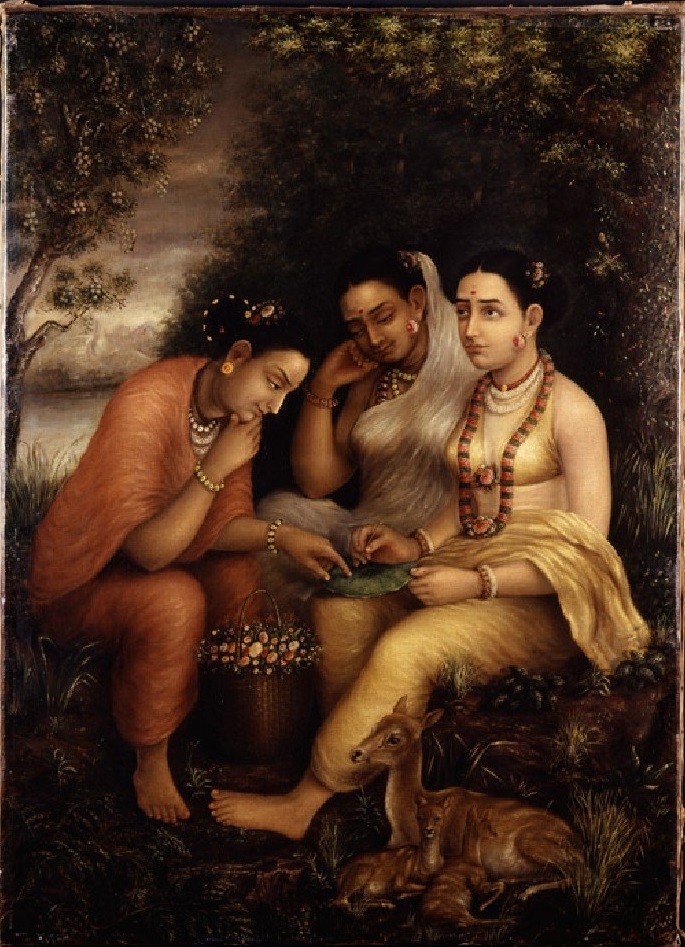
Shâkuntalâ écrivant une lettre d'amour sur une feuille de lotus
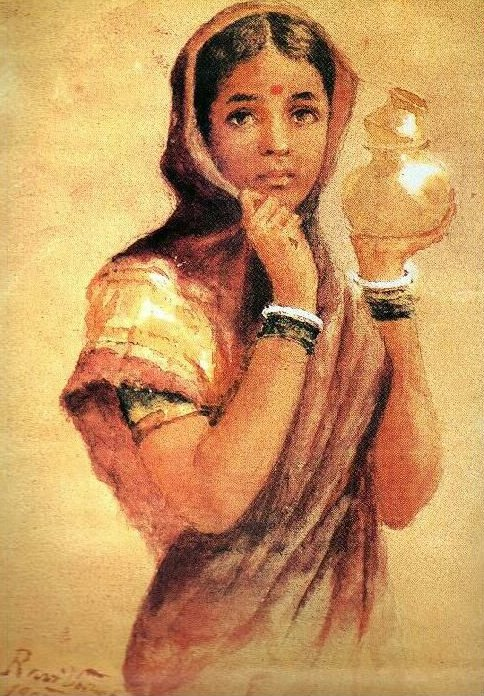
Porteuse de lait
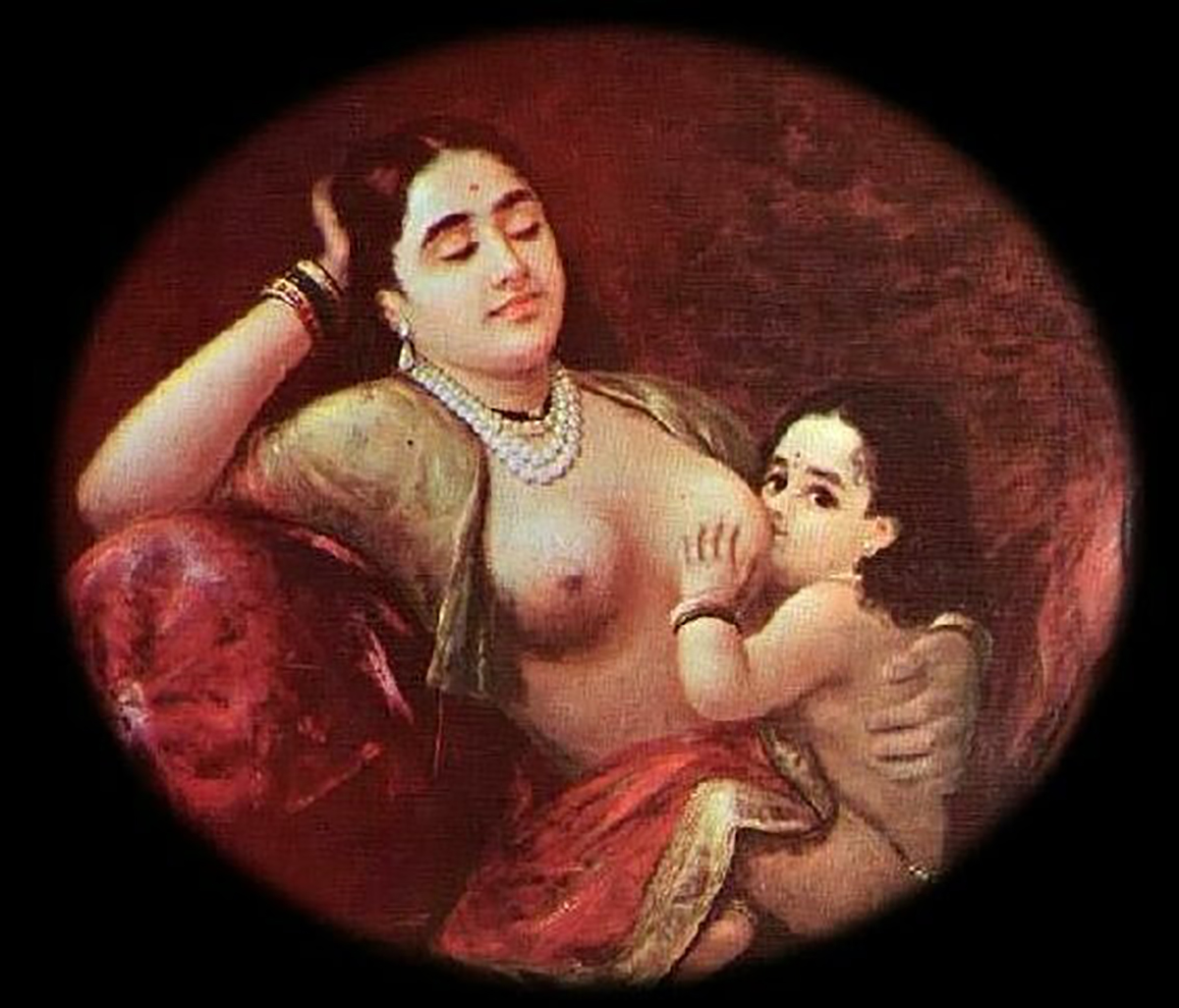
L'Enfant tétant

## Production
Quand Ketan Metha rencontra Nandana Sen chez elle, avant de faire le film, il vit des reproductions grandeur nature de Ravi Varmâ. Cela lui indiqua qu'elle était familière de l'artiste et de son travail, ce qui, en tant que metteur, lui rendrait la tâche plus facile. En parlant du personnage que la fille du prix Nobel d'économie 1998, Ketam Metah déclara, « pour moi, elle était la femme parfaite pour incarner la muse d'un artiste qui suscita des débats sur la censure dans l'art, car elle avait ce trait de la femme-enfant qui était une grande part de la personnalité de Sughanda »
Ketan Mehta avait vu les deux précédents films de Randeep Hooda, Risk et D, et dans ce film, il eut à jouer son personnage à deux âge de sa vie : dans sa vingtaine et sa soixantaine, et dut apprendre les  bases de la peinture.

## Lieux de tournage
- Gujarat
  - Vadodara
  - Pavagadh (en)
- Kerala
  - Thiruvananthapuram
  - Kilimanoor Palace (en), lieu de naissance de Ravi Varmâ
  - Palais de Krishnapuram
- Madhya Pradesh
  - Khajurâho
- Maharashtra
  - Bombay
  - Karjat
  - Collège d'ingénierie de Pune
- Rajasthan
  - Désert du Thar
  - Jaisalmer
- Uttar Pradesh
  - Bénarès

## Censure, nudité et blasphème
Le film mit du temps à sortir en Inde à cause de scènes de baisers et de nudité. Nandana Sen prit du temps avant d'accepter le rôle et ses scènes dévêtues, un type de scène beaucoup plus absente dans le cinéma indien, où la censure indienne est active sourcilleuse, et que la critique ne reçoit pas toujours très bien.
Le film s'ouvre sur Ravi Varmâ dans un tribunal accusé de blasphème. Plus de cent ans plus tard, avec un nationaliste hindou comme Narendra Modi au pouvoir, le climat a peu changé, avec par exemple en octobre 2020, la caricature d'une déesse fut perçue comme offensante, et un mouvement hindou, le Hindu Janajagruti Samiti (en) demanda d'ailleurs l'interdiction du film. C'est aussi pour ce combat pour la liberté d'expression qu'elle jugeait toujours d'actualité que Nandana Sen accepta le rôle, et, peu après la sortie du film en salle et de l'attentat contre Charlie Hebdo, elle ne manqua pas de rendre hommage aux victimes lors de la remise d'un prix.

## Critiques
- « The director uses old tricks from the Bollywood book—teary, high-pitched melodrama and a music score complementing it, glossing over details and painting just an outline of the artist’s journey. The writing is thin, heavily dependent on overdramatic dialogue. » Mint[13]
- « ‘Rang Rasiya’ movie review: It feels like a choppy costume drama marred by false notes and static ‘acting’ », Subhra Gupta, The Indian Express[14]
- « Rang Rasiya is not a consistent film, but one that tells a story of a pioneering artist and visionary, a story decidedly worth telling », Raja Sen, Rediff.com[15]
- « 'Rang Rasiya' is an extremely articulate film that never gets weighed down by its inherent erudition. The thought processes that define the age-old debate between art and freedom of expression, are given shape in fleeting scenes of marauders breaking down the doors at art gatherings. Scarily, the desecration of art, and the sub-culture of moral policing are shown to be as rampant in the 19th century when Varma took the gods out of the elitist temples, as they are now. » India TV (en)[16]